# ブランブルリーフ (補給艦・3代)
ブランブルリーフ（英語: RFA Brambleleaf, A81）は、イギリス海軍補助艦隊の給油艦。この名を与えられた艦としては3代目に当たる。退役後、スクラップ処分された。

## 来歴
元々は商船であったが、1980年にイギリス国防省にチャーターされイギリス海軍補助艦隊に属することとなった。ブランブルリーフ(Brambleleaf)という名がこの時与えられた。
1982年4月、フォークランド紛争中にペルシャ湾のアルミラパトロール任務から転用された。翌年11月18日にはレバノンの多国籍軍でイギリス軍に支援を行った。
1986年1月14日、HMSジュピターとHMSニューカッスルとともに、イギリス国民の避難であるバルサック作戦でアデンに出航した。
2003年にはイラク戦争でイギリス海軍を支援するために配備された。
2007年9月に退役し、2009年8月18日にベルギーのヘントでヴァン・ヘイゲンリサイクルによって解体された。